# Elm.leblanc
 (mars 2024).
 (août 2023).
L'article doit être relu — et modifié si nécessaire — par des contributeurs indépendants pour apporter un regard critique aux contributions effectuées en violation des conditions d'utilisation de Wikipédia, tant sur la forme (notamment concernant le style encyclopédique, la proportionnalité) que sur le fond (la neutralité de point de vue, la qualité et l'indépendance des sources).
elm.leblanc est une entreprise spécialisée dans la construction de chaudières et de chauffe-eaux individuels à gaz. 
Elle a été fondée en 1932 à Drancy par Marcel Leblanc. Celui-ci assure la direction puis la présidence de l'entreprise de 1932 jusqu'à sa mort. elm.leblanc est racheté en 1996 par la société allemande Robert Bosch GmbH.

## Le fondateur Marcel Leblanc
À 19 ans, en 1932, Marcel Leblanc entreprend, dans l'atelier de mécanique de son père, à Drancy, la production artisanale de chauffe-eau instantanée à gaz. Son activité se développe rapidement et, en 1945, Marcel Leblanc décide de faire passer son entreprise du stade semi-artisanal au stade industriel.
Pour identifier ses produits, il choisit la marque e.l.m., un sigle formé de trois initiales : « e » pour Émile, son père, « l » pour Leblanc et « m » pour Marcel.
L’entreprise diversifie sa production afin de répondre aux divers besoins en chauffage et eau chaude sanitaire. La première chaudière à gaz murale est présentée en 1965. La production annuelle atteint alors 150 000 chauffe-eaux et 65 000 chaudières à gaz. En dix ans (de 1962 à 1972), la production cumulée s’élève à 1,5 million d’appareils, dont plus d’un tiers entre 1970 et 1972. Pour appuyer cette expansion, elm.leblanc fait alors son entrée en bourse.

## L’implantation en France et à l’International
La petite PME d’une centaine d’employés qui entourait Marcel Leblanc s'agrandit jusqu’à former, dans les années 1970, un groupe de 700 personnes réparties entre le siège social, l’usine de Drancy et une trentaine d’agences régionales d’assistance technique. Au début des années 1980, elm.leblanc entreprend son développement international, avec de nouveaux produits adaptées à ces nouveaux marchés. L'entreprise fonde sa première filiale à Milan en 1982 puis s'implante en Espagne, au Royaume-Uni et aux Pays-Bas.
En 1991, la Société du Louvre reprend la majorité des parts de l'entreprise qui reste dirigée par Marcel Leblanc. En 1994, elm.leblanc rachète la société Geminox, leader français des chaudières au sol fonctionnant au gaz, mazout, ou charbon ou bois.

## L’intégration dans le Groupe Bosch
En 1996, elm.leblanc et sa filiale Geminox sont reprises par Robert Bosch GmbH.
À cette date, depuis sa fondation, elm.leblanc a fabriqué et commercialisé plus de 8 millions d’appareils. C'est le deuxième constructeur français.

## Le développement des sites de production
En 2001, une nouvelle usine de production ouvre ses portes à Drancy, sur le même site que celui de la division Bosch freinage, à proximité du site historique d’elm.leblanc. L'objectif de cette nouvelle implantation est l'amélioration de la productivité, des standards de qualité et des conditions de travail. Un des autres avantages de ce site est de permettre le regroupement de la production, du développement, des services commerciaux et après-vente. Il héberge aussi le nouveau siège social de la société. En 2016, pour assurer la livraison de l’ensemble de ses produits, elm.leblanc crée une plateforme logistique centralisée à Montbeugny (Allier), au plein centre de la France.

## Les principales innovations
- 1970 :
  - Corps de chauffe à double circuit d’eau indépendant qui assure l’autonomie complète des réseaux d’eau de chauffage et d’eau chaude sanitaire ;
  - Chaudière murale gaz à ventouse avec habillage étanche, régulation électromécanique et la possibilité de sortie arrière ou latérale des ventouses, sans coude de raccordement.
  - Régulation tactile et connectée.
- 1996 : premières chaudières avec ballon intégré de 50 litres.
- 2007 :
  - Création d'une chaudière à condensation composée d’un dosseret trois bouteilles. Ce produit est le seul du marché permettant à la fois un stockage d’eau chaude interne et une installation ne nécessitant qu'une personne ;
  - Mise sur le marché de la Thermibox, un accessoire qui communique avec la chaudière et retransmet via des SMS des rapports hebdomadaires et des alarmes permettant de suivre l’évolution de l'appareil.
- 2011 : chaudière hybride, associant une pompe à chaleur électrique à une chaudière gaz à condensation.
- 2016 :
  - Nouvelle génération de régulation connectée et tactile. Cette régulation d’ambiance permet de mieux contrôler et piloter à distance la température en temps réel depuis un smartphone ou une tablette.
  - Chaudière basse température à faible émission d'oxydes d'azote : en 2018, la directive ErP imposera pour les chaudières un taux d'émission maximal de NOx de 56 mg/kW. elm.leblanc précède dès à présent cette norme.